# 九龍城碼頭巴士總站
九龍城碼頭巴士總站（英語：Kowloon City Ferry Bus Terminus）是香港九龍城區最具規模的巴士總站，位於馬頭角九龍城碼頭旁，設有兩組坑狀露天車站。
九龍城碼頭於1956年啟用，至今仍有往返北角碼頭的渡輪服務。九巴11B線在1956年已以九龍城碼頭為總站。1995年過海隧道巴士119線分拆路線，其中過海隧道巴士115線以九龍城碼頭為總站，是唯一以九龍城碼頭為總站的過海巴士路線。

## 地名争议
虽命名九龙城码头巴士总站，实际位于马头角一带，跟九龙城中心地带相距甚远。

## 總站路線資料（巴士）
目前九龍城碼頭由九龍灣車廠及荔枝角車廠共同管轄，由此站出發的路線目的地涉及港九新界各地。其中往返九龍西、葵青及荃灣的路線由荔枝角車廠管轄及派車，往返新界區路線的九龍區派車(大埔或屯門)及東九龍路線由九龍灣車廠負責(除往返沙田區的路線由沙田車廠全數管轄外，其餘新界區派車由該地區屬廠負責)，而115線由荔枝角廠、九龍灣廠及新巴聯合派車。

### 九龍巴士2E線
- 深水埗（白田邨） ↔ 九龍城碼頭

1961年8月5日開辦，途經深水埗、大角咀、旺角西、佐敦道、紅磡。

### 九龍巴士6C、6X線
- 6C:九龍城碼頭 ↔ 美孚

1952年8月投入服務，途經長沙灣、深水埗、旺角、油麻地、紅磡、土瓜灣。
- 6X:未找到該路綫的morning資料，請複查Module:香港巴士/klnt。

2019年4月29日投入服務，只於星期一至五下午繁忙時間提供服務，往九龍城班次以此站為終點站，往美孚班次則以盛德街巴士總站為起點站並不入此站。

### 九龍巴士6F線
- 九龍城碼頭 ↔ 麗閣

1984年11月22日投入服務，途經長沙灣、深水埗、旺角、油麻地、紅磡。

### 九龍巴士11B線
- 觀塘（翠屏道） ↔ 九龍城碼頭

1956年7月4日投入服務，途經觀塘、牛頭角、新蒲崗、九龍城、土瓜灣。

### 九龍巴士45線
- 葵涌（麗瑤邨） ↔ 九龍城碼頭

1976年3月1日投入服務，途經荔景、美孚、長沙灣、深水埗、旺角、何文田、土瓜灣。

### 九龍巴士61X線
- 屯門市中心 ↔ 九龍城碼頭

1986年4月7日開辦，來往屯門市中心及本站，是屯門區以至整個新界西北首條巴士線往來九龍中及九龍東區。途經屯門市中心、屯門公路、黃大仙、九龍城。

### 九龍巴士75X線
- 富善邨 ↔ 九龍城碼頭

1986年2月28日開辦，初時以獅子山隧道往返九龍。本線於1996年12月1日起改為全空調服務，並降低空調巴士全程車費，成為九巴第二條由普通空調混合改為全空調服務而沒有改編號的路線,途經大埔墟、廣福邨、大老山隧道、新蒲崗／鑽石山、黃大仙、樂富、九龍城、馬頭圍及土瓜灣。

### 九龍巴士85線
- 火炭駿洋邨 ↔ 九龍城碼頭

1980年11月1日開辦，途經火炭、沙田市中心、大圍、九龍塘、樂富、九龍城。

### 九龍巴士85A線
- 沙田（廣源） ↔ 九龍城碼頭

1983年8月7日投入服務，初時來往圓洲角及此總站。2001年11月11日，沙田區總站由圓洲角延長至愉翠苑，再於2013年8月24日由愉翠苑延長至廣源。

### 九龍巴士85B線
- 秦石 → 九龍城碼頭

1984年11月1日投入服務，初時來往新翠及此總站。1987年4月21日，沙田區總站延長至秦石。只限平日上午繁忙時間服務。

### 九龍巴士241X線
- 青衣（長青邨） ↔ 九龍城碼頭

2017年8月28日投入服務，途經長安邨、青荃橋、荃灣路、青葵公路、大角咀、旺角、何文田、土瓜灣，2023年4月16日起取代41線。

### 九龍巴士891線
- 沙田馬場 → 九龍城碼頭

1978年10月7日投入服務，只在假日沙田馬場賽馬日服務，接載前往九龍城區的馬迷，當日尾場賽事開跑後，客滿即開。

### 過海隧道巴士115線
- 九龍城碼頭 ↔ 中環（港澳碼頭）

1995年1月16日投入服務，由九巴及新巴聯營，以填補119線（現過海隧道巴士619線）改經東隧後於土瓜灣及紅磡的服務空缺。

## 總站路線資料（專線小巴）

### 九龍區專線小巴49線
- 順天 ↔ 九龍城碼頭

## 車坑分佈
| 車坑分佈（以入口最左邊起計） | 車坑分佈（以入口最左邊起計） | 車坑分佈（以入口最左邊起計） |
| 車坑編號                     | 車坑數目                     | 路線                         |
| ---------------------------- | ---------------------------- | ---------------------------- |
| 南端車坑（偉恒昌新邨對開）   |                              |                              |
| 1                            | 雙坑                         | 九龍巴士2E、6C、6F、11B線    |
| 2                            | 單坑                         | 九龍巴士45、241X線           |
| 3                            | 單坑                         | 九龍巴士61X線                |
| 4                            | 單坑                         | 九龍巴士85A線                |
| 東端車坑（九龍城渡輪碼頭外） |                              |                              |
| 1                            | 單坑                         | 九龍巴士85、85B線            |
| 2                            | 雙坑                         | 行車道                       |
| 3                            | 雙坑                         | 過海隧道巴士115線            |
| 4                            | 雙坑                         | 九龍巴士75X線                |
| 東端車坑（九龍城渡輪碼頭外） |                              |                              |
| 1                            | 不適用                       | 的士站                       |
| 2                            | 不適用                       | 專線小巴49線                 |

## 外部連結
- 香港巴士大典上的相关条目：九龍城碼頭公共運輸交匯處